# 三浦市立南下浦中学校
三浦市立南下浦中学校（みうらしりつ みなみしたうらちゅうがっこう）とは、神奈川県三浦市南下浦町金田にある市立中学校。略称は「南中（なんちゅう）」。

## 沿革
- 1947年（昭和22年）5月5日 - 南下浦町立南下浦中学校として開校。
- 1955年（昭和30年）1月1日 - 町村合併、市制施行により現校名に改称。
- 1997年（平成9年）3月31日 - 併設の三浦市立南下浦高等専修学校が廃校になる。

## 部活動

### 運動部
- バスケットボール部
- 柔道部
- 陸上部
- ソフトテニス部（男女）
- バレーボール部（女子のみ）
- 卓球部
- サッカー部
- 軟式野球部

### 文化部
- 吹奏楽部
- ハンディークラフト部
- 美術部
- 文芸部

## 通学区域
通学区域は以下の通りである。
- 南下浦町菊名
- 南下浦町金田（1～1592、1596～1598、1629−13、1661～1999番地、2000番地以上）
- 南下浦町上宮田
- 南下浦町松輪
- 南下浦町毘沙門

## 進学前小学校
- 三浦市立南下浦小学校 - 全域
- 三浦市立上宮田小学校 - 全域
- 三浦市立旭小学校 - 全域
- 三浦市立剣崎小学校 - 全域

## 交通
- 京浜急行バス 高抜バス停より徒歩

## 著名な関係者
出身者
- 山本絵美（女子サッカー選手）
- 吉川剛幸（サッカー選手）

教職員
- 松尾徳子（元柔道家）